# Thuban
Thuban eller Alfa Draconis (α Draconis, förkortad Alfa Dra, α Dra), som är stjärnans Bayer-beteckning, är en relativt ljussvag stjärna i mellersta delen av stjärnbilden Draken. Den har en magnitud 3,68 och är synlig för blotta ögat där ljusföroreningar ej förekommer. Baserat på parallaxmätning inom Hipparcosuppdraget på ca 10,8 mas, beräknas den befinna sig på ett avstånd av ca 303 ljusår (93 parsek) från solen.

## Egenskaper
Primärstjärnan Alfa Draconis A är en blåvit jätte av spektralklass A0 III. Den har en massa som är 2,8 gånger solens massa, en radie som är 3,4 gånger solens och avger ca 480 gånger mer energi än solen från dess fotosfär vid en effektiv temperatur på 10 100 K.
Thuban är en enkelsidig spektroskopisk dubbelstjärna. Endast primärstjärnan kan observeras i spektret. Dess radiella hastighetsvariationer kan mätas och stjärnparet har ett något excentriskt omlopp på 51,4 dygn. Baserat på antaganden om följeslagarens lägre ljusstyrka, är stjärnorna sannolikt separerade med ca 0,46 astronomiska enheter och följeslagaren är lite mindre massiv än primärstjärnan.
Följeslagaren är sannolikt en stjärna i huvudserien, lite svalare än primärstjärnan och eventuellt av spektralklass A2. 
Följeslagaren har observerats med hög rymdupplösning med hjälp av Navy Precision Optical Interferometer. Det notaredes att den är 1,8 magnituder (vid 700 nm) svagare än primärstjärnan och är separerad med 6,2 till 2,6 mas.

## Thubans betydelse
Thubans betydelse är av rent historisk art. Den har tidigare varit polstjärna. Med sin närhet till himmelspolen (en halv grad), pekar den ut den nordliga riktningen. Precessionen har fått den att avlägsna sig från himmelspolen. Thuban var polstjärna mellan 3942 och 1793 f. Kr. och var ganska exakt placerad vid himmelspolen ungefär 2700 f. Kr. Sedan blev Kochab i Lilla björnens stjärnbild bättre placerad och övertog uppgiften som polstjärna. I modern tid innehas uppdraget av ”Polstjärnan”, Alfa Ursae Minoris. 
För sitt uppdrag som polstjärna, vilket den återupptar med 26 000 års intervall, på grund av precessionen, fick den beteckningen Alfa när stjärnbilden fick sin Bayer-designation. Detta trots att den är ljussvagare än såväl Beta Draconis, Gamma Draconis, Delta Draconis, Zeta Draconis, Eta Draconis som Jota Draconis.

## Stjärnans namn
Thuban är belägen i Drakens svans, men namnet härrör från arabiskan, med betydelsen ”Ormens huvud”, vilket förmodligen är ett namn som övertagits från en annan stjärna.
År 2016 organiserade Internationella astronomiska unionen en arbetsgrupp för stjärnnamn (WGSN) för med uppgift att katalogisera och standardisera riktiga namn för stjärnor. WGSN:s första bulletin av juli 2016 över namn som fastställts av WGSN angav Thuban för Alfa Draconis, vilket nu ingår i IAU:s Catalog of Star Names.
På kinesiska ingår Thuban i 紫微右垣 (Zǐ Wēi Yòu Yuán), vilket betyder "Högra väggen av den lila förbjudna inneslutningen". Det anspelar på asterismen "Lila förbjudna inneslutningen" som består av Alfa Draconis, Kappa Draconis, Lambda Draconis, 24 Ursae Majoris, Alfa Camelopardalis, 43 Camelopardalis och BK Camelopardalis. I enlighet med detta heter Thuban 紫微右垣一 (Zǐ Wēi Yòu Yuán yī), vilket ska översättas med ”Den första stjärnan i den högra väggen av den lila förbjudna inneslutningen”.